# 艾爾市鎮
艾爾市鎮（丹麥語：Ærø Kommune）是丹麥的一個市鎮，位於菲英島以南的艾爾島。面積91平方公里，2009年人口6,698人。行政中心为馬斯塔爾。
2006年1月1日由兩個市鎮合併而成，屬菲英郡管轄，2007年1月1日起屬南丹麥大區。